# Only the Good Die Young
"Only The Good Die Young" é uma canção escrita para o álbum The Stranger do músico Billy Joel. A canção foi controversa para a época, com a letra descrevendo um rapaz que tenta convencer uma garota virgem católica a fazer sexo com ele.

## Informações
O nome da garota, "Virginia", é uma brincadeira com "virgem". O rapaz/narrador acredita que a garota está recusando ele pois vem de uma família católica e ela acredita que fazer sexo antes do casamento é pecado. Ele canta, "You Catholic girls start much too late,/ but sooner or later it comes down to fate./ I might as well be the one." Percebido como "anti-Católico", a canção foi banida em muitas estações de rádio. Joel disse que "No minuto que eles baniram, o álbum começou a crescer nas paradas".

## Versão Demo
Uma versão demo, incluída na coletânea My Lives, apresenta uma versão lenta e reggae da música. Joel usa um órgão de igreja na música. Joel declarou publicamente que mudou a batida reggae da música a pedido de seu baterista, Liberty DeVitto, que não gosta da música reggae.

## Posição nas tabelas
| Chart (1977)           | Posição ocupada |
| ---------------------- | --------------- |
| U.S. Billboard Hot 100 | 24              |